# 李斯鎮區 (北卡羅萊納州哥倫布縣)
李斯鎮區（英語：Lees Township）是位於美國北卡羅萊納州哥倫布縣的一個鎮區。

## 地方資料
李斯鎮區的面積為232.58平方千米，皆為陸地。根據2020年美國人口普查的數據，當地共有人口3488人，而人口密度為每平方千米15人。